# Dragonfly 44
Dragonfly 44 is een sterrenstelsel in de Comacluster. Het sterrenstelsel staat op ongeveer 320 miljoen lichtjaar van de Aarde. Wetenschappers hebben ontdekt dat vrijwel de totale massa van het sterrenstelsel bestaat uit donkere materie. Vanaf de Aarde gezien bevindt Dragonfly 44 zich net ten noorden van het sterrenstelsel NGC 4892.
Het stelsel is in 2015 ontdekt met het Dragonfly Telephoto Array.